# Pat Donnez
Pat Donnez (Mechelen, 4 december 1958) is journalist en radiomaker voor Klara.
Voor z'n overstap naar Klara maakte Donnez programma's voor de Vlaamse Radio 1. Hij is bekend van radioprogramma's zoals Titaantjes (met de slogan Over wat het is, of had moeten zijn), Bromberen en Leef Lang! en van zijn reeks over Godfried Bomans. Donnez woont in Mechelen.
Donnez heeft ook een dichtbundel op de markt gebracht, getiteld: 'Het is een mooi leven (zolang je niet bestaat)'. In 2008 publiceerde hij 'Hotemetoten' (poëzie voor kinderen). Donnez correspondeerde tien jaar lang met uitgeefster Angèle Manteau. In 2008 bundelde hij deze brieven in het boek 'Laten we de wereld vergeten. Brieven aan Angèle Manteau'.